# Blattspiel
Unter dem Begriff Blattspiel, auch Vom-Blatt-Spiel (englisch sight-reading) versteht man die Realisation eines in Noten vorliegenden Komposition oder ihrer Teile auf einem Musikinstrument unter Beachtung des Tempos und anderer Vortragsbezeichnungen ohne vorangehendes Üben. Die dafür ebenfalls gebräuchliche italienische Bezeichnung a prima vista  verweist bereits im Wortsinn auf die Fähigkeit, zuvor unbekanntes Material „auf den ersten Blick“ sinnerfassend lesen und musikalisch sinnvermittelnd realisieren zu können. Bei der Ausführung durch eine Gesangsstimme spricht man von Blattsingen.
Vom Blattspiel oder Blattsingen ist das Spielen bzw. Singen „nach Noten“ abzugrenzen, da dieses eine vorangehende gründliche Erarbeitung des Notentextes nicht ausschließt und somit entweder eine Alternative zum auswendigen Vortrag darstellt, oder es sich hierbei um eine aufführungstechnisch (z. B. bei Orchestern), bisweilen auch durch Konventionen (v. a. bei kleineren Ensembles) bedingte Praxis handelt.

## Voraussetzungen
Entgegen einer weitverbreiteten Annahme stellt die Fähigkeit zum „Blindspiel“ beim Blattspiel nur eine periphere Teilfertigkeit im Teilkomplex der Auge-Hand-Koordination dar. Bei unterschiedlicher Leistungsfähigkeit im Blattspiel, aber annähernd identischer Leistung im Bereich der Auge-Hand-Koordination, weisen die Augenbewegungen (Sakkaden) von guten Blattspielern erhebliche Unterschiede zu schwächeren Lesern auf, die auf völlig andere Strategien schließen lassen. Für die effektiveren Strategien ist es aber kennzeichnend, dass der elementare Leseprozess und somit die Notwendigkeit zum permanenten Blickkontakt auf die Notenvorlage nur noch eine untergeordnete Rolle spielt. Sicheres Vom-Blatt-Spiel erfordert vielmehr die Aktivierung unterschiedlicher Kompetenzen, wie die Fähigkeit zur visuellen, haptischen und auditiven Antizipation und zur simultanen Informationsverarbeitung auf mehreren Ebenen. Erst dadurch wird es möglich, ohne Störung der aktuellen motorischen Aktivitäten beim Spielen einer Passage deren weiteren Verlauf bereits im Voraus zu erfassen.
Ein nicht zu unterschätzender Faktor für die Leistungsfähigkeit beim Blattspiel ist der Grad des individuellen musikalischen Vorwissens. Dieses wird z. B. benötigt, um wesentliche und unwesentliche Strukturmerkmale unterscheiden zu können und bekannte oder im Stück wiederkehrende Muster und Modelle als großräumige Orientierungspunkte zu erkennen, so dass neben den visuellen Informationen des Notenbildes auch stilistische, insbesondere satztechnische Vorkenntnisse in Form eines gleichsam „antizipierenden Mitkomponierens“ beim Blattspiel herangezogen werden können.
Ähnliches gilt auch für das Blattsingen, bei dem beim Fehlen eines Begleitinstruments zusätzliche Anforderungen an die für eine saubere Intonation unerlässliche Klangvorstellung gestellt werden (siehe Gehörbildung).

## Praktische Anwendung
Im Gegensatz zum selektiven Literaturspiel, das in der Regel mit der intensiven Beschäftigung mit einem Notentext und seiner Erarbeitung durch gezieltes Üben einhergeht, und bei dem die qualitativen Aspekte eines Einzelwerks im Vordergrund stehen, bietet das Blattspiel den raschen und aktiven Zugang zu einem quantitativ umfangreicheren Repertoire. Geht es beim Literaturspiel also um das Verstehen eines konkreten Werkes, so erleichtert die Fähigkeit zum Blattspiel das Kennenlernen vieler Werke. Darüber hinaus ermöglicht es auch die Teilhabe an Aufführungen, für deren Vorbereitung nur wenig Zeit zur Verfügung steht, oder bei denen die Substanz des musikalischen Materials für einen routinierten Blattspieler keinen anderenfalls unzumutbaren Übungsaufwand erfordert.